# Catharina Berthout van Berlaer

Familiewapen
Berthout van Berlaer

Catharina Berthout van Berlaer (1420? - ) was het inderhaast gewettigde kind van Jan III Berthout van Berlaer en Margaretha van Lieshout, en erfvrouwe van Helmond.
Ze verwierf de heerlijkheid bij de dood van Jan III in 1425, en in 1433 trouwde ze met Jan I van Cortenbach, waarmee de heerlijkheid in handen van de Limburgse familie Van Cortenbach kwam, wat tot 1681 zo zou blijven.